# Трансмексиканський вулканічний пояс

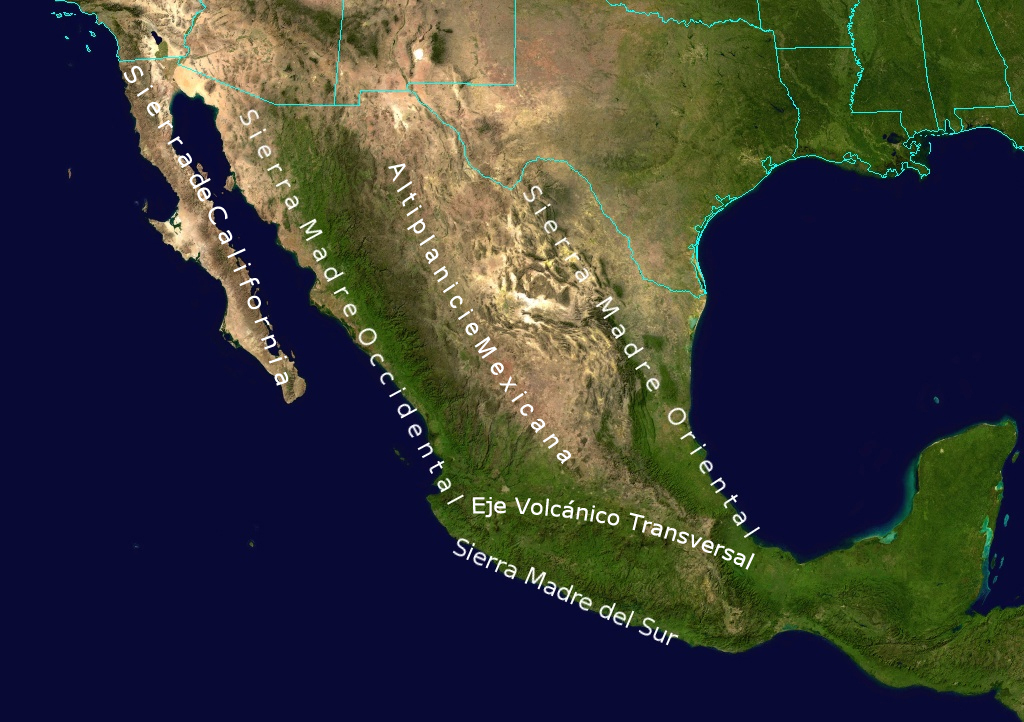
Трансмексиканський вулканічний пояс. На мапі Мексики ТМВП позначено як Eje Volcanico Transversal

Трансмексика́нський вулкані́чний по́яс, (ТМВП, трансвулканічний пояс або Сьєрра-Невада, ісп. Eje Volcánico Transversal) — вулканічний пояс, що охоплює центральну і південну Мексику. Деякі з найвищих піків покриті снігом протягом усього року.
ТМВП прямує, зі сходу на захід, через Центрально-Південну Мексику від Тихого океану до Мексиканської затоки між 18°30'N й 21°30'N, обмежуючи південний край Північноамериканської плити. Має приблизно 1000 км завдовжки, 90-230 км завширшки, охоплюючи площу близько 160 000 км², є активною континентальною вулканічною дугою;
Декілька мільйонів років, субдукції літосферних плит Рівера і Кокос під Північноамериканську плиту вздовж північної частини Центрально-Американського жолоба утворили ТМВП
ТМВП має у своєму складі великі стратовулкани, моногенні вулканічні конуси, щитові вулкани, комплекси лавових куполів, і великі кальдери
Пояс проходить з заходу на схід через штат Халіско, північ Мічоакана, південь Керетаро, штат Мехіко, південь Ідальго, північ Морелоса, штати Пуебла і Тласкала і центр Веракрусу. На північ від пояса розташоване Мексиканське нагір'я, обмежене хребтами Східна Сьєрра-Мадре і Західна Сьєрра-Мадре. Вулкани Кофр де Перот і пік Орісаба розташовуються на території штатів Пуебла і Веракрус в місці об'єднання Трансмексиканського вулканічного поясу з системою Сьєрра-Мадре Східна. На південь лежить річка Бальсас, що розділяє Поперечну Вулканічну Сьєрру і хребет Південна Сьєрра-Мадре.
Найвища вершина поясу (і всієї Мексики) — пік Орісаба (5636 м). Ця та інші домінантні вершини поясу є активними або сплячими вулканами. Інші великі вулкани (із заходу на схід): Невадо-де-Коліма (4339 м), Парикутин (2774 м), Невадо-де-Толука (4577 м), Попокатепетль (5452 м), Істаксіватль (5286 м), Ла-Малінче (4461 м), Кофр-де-Перот (4282 м) і Сьєрра Негра (4580 м).
Гори покриті сосново-дубовими лісами Трансмексиканського вулканічного поясу, один з субекорегіонов месоамериканських сосново-дубових лісів.
Трансмексиканський вулканічний пояс має багато ендемічних видів, у тому числі Aphelocoma ultramarina.

## Ресурси Інтернету
- Mexico Volcanoes and Volcanics USGS
- Trans-Mexican Volcanic Belt pine-oak forests